# Der Usedom-Krimi: Schneewittchen

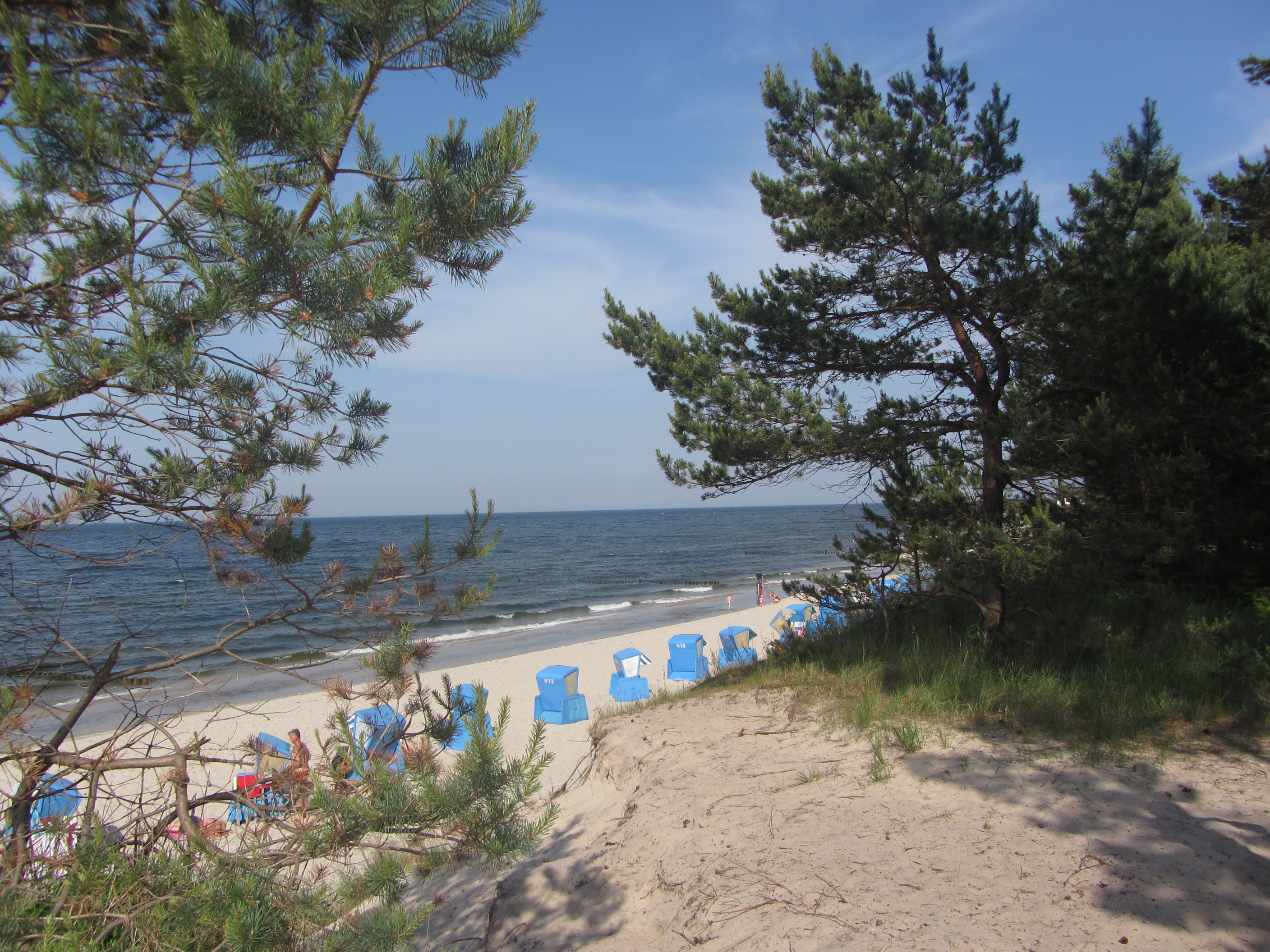
Ein Schüler der Handelsschule wird tot an einer Steilküste gefunden (Drehort: Strand von Zempin)

Schneewittchen ist ein Fernsehfilm aus der Kriminalfilmreihe Der Usedom-Krimi. Er wurde im Auftrag von ARD Degeto und dem NDR von der Razor Film Produktion GmbH für Das Erste produziert. Die 18. Folge der Filmreihe wurde am 20. Oktober 2022 erstmals im Fernsehen ausgestrahlt.

## Handlung
Der 17-jährige Theo Jacobsen wird von Schulsekretärin Annett Ludwig tot unterhalb der Steilküste an der Ostsee aufgefunden, er wurde gestoßen und erlitt einen Genickbruch. Theo gab Annetts Tochter Paula seit einiger Zeit Nachhilfeunterricht und sagte dieser beim letzten Treffen, dass ihre Mutter etwas mit einem Schüler habe. Theo lebte seit dem Tod seiner Mutter mit seinem alkoholkranken Vater, ein Mitschüler aus Polen, Karol, wohnt in einem Camper auf dem Gelände. Karin hatte Theo gerade im Rahmen einer Projektwoche in der Handelsschule kennengelernt und mitbekommen, wie Theo Opfer einer Mobbingattacke wurde. Sie macht sich Vorwürfe, dass sie nicht genauer nachgefragt hat.
Die Polizisten finden bei ihren Untersuchungen des Laptops des Opfers heraus, dass Theo wiederholt Testfragen an andere Schüler verkaufte und sich so mehrere tausend Euro dazuverdiente. Er muss dazu auf den Server der Schule zugegriffen haben. Dann gerät der stellvertretende Direktor Brinkhaus plötzlich in den Fokus der ermittelnden Beamten. Er verhält sich wiederholt auffällig, beispielsweise als er in Theos versiegeltes Kinderzimmer einbricht, um Bücher zu holen, die er dem Schüler geschenkt hat. Brinkhaus hat früher schon zu engen Kontakt zu Schülern gepflegt und war von seiner früheren Schule in Greifswald versetzt worden. Es wäre möglich, dass Theo an diese Information gekommen ist und Brinkhaus erpresste.
Karin findet heraus, dass Annett und Karol eine Beziehung hatten, die Annett jetzt beenden möchte. Karol möchte sich nicht so abservieren lassen. Er schickt Paula von Theos Handy ein Video, das Karol und Annett beim Sex im Camper zeigt. Diese geht daraufhin zum Camper, in dem sich Karol und Annett streiten, wie es mit ihnen weitergehen soll. Paula verbarrikadiert die Tür und ist dabei, den Camper in Brand zu setzen, als Karin dazukommt. Paula sagt, dass sie Karol geliebt habe und mit ihm zusammen gewesen sei, was Annett jedoch nicht wusste. Karin kann Paula von ihrem Plan abbringen. In einer Rückblende wird gezeigt, wie Karol Theo verfolgte, als er bemerkte, dass er die beiden beim Sex filmte. An der Steilküste kommt es zu einem Kampf um das Handy mit dem pikanten Video, bei dem Theo in die Tiefe stürzt. Die Polizei führt Karol ab.

## Produktion
Der Film wurde vom 21. Februar 2022 bis zum 25. April 2022 auf der Ostseeinsel Usedom, in Brandenburg und Berlin gedreht. Ein Großteil der Szenen wurde auf einer Werft in dem Fischerort Freest gedreht (Betrieb von Theos Vater, Karols Wohnwagen). Der Camper, in dem sich die Schulsekretärin mit Karol trifft, steht auf einem Campingplatz in Zempin, einer kleinen Usedomer Gemeinde zwischen Ostsee und Achterwasser. Die Dreharbeiten für das „Haus Witt“ fanden in Hohendorf bei Wolgast statt.

## Rezeption

### Kritiken
Tilmann P. Gangloff gibt den Usedom-Krimi-Filmen der Staffel 2022 in seiner Besprechung bei tittelbach.tv insgesamt 4 von 6 Sternen. Eine große Sorgfalt in der Kamera-Arbeit falle bei Filmen von Tiefenbacher generell auf, die Bildgestaltung sei bei der Reihe immer wieder aufs Neue beeindruckend. Die Figuren entsprächen nicht den üblichen Klischees, auch nicht die Mitwirkenden. Robert Gallinowski dürfe als schockierter Vater und Alkoholiker auch mal Zwischentöne spielen, sympathisch seien die beiläufigen Heiterkeiten, die vor allem auf den Staatsanwalt zurückgingen.
Oliver Armknecht ist hier anderer Ansicht und deutlich kritischer. Er gibt dem Film in seiner Kritik auf film-rezensionen.de insgesamt nur 3 von 10 Punkten. Schneewittchen sei ein weiterer mäßiger Teil der nur selten überzeugenden Krimireihe. Anstatt spannender Ermittlungen der Polizei gebe es dümmliche Seifenoper. Die Schulgeschichte bringe nicht mehr als Klischees und Stereotypen hervor, bei der Mutter-Tochter-Geschichte werde es richtig übel. Es werde nie klar, warum Paula sich so verhält, genauso wenig, was Theo überhaupt an ihr gefunden hat. Einen direkten Bezug zum berühmten Volksmärchen mit schöner Prinzessin und böser Stiefmutter gebe es nicht. Die Figuren seien nervig und würden dadurch nicht dazu beitragen, dass man den Mörder unbedingt kennen muss.

### Einschaltquoten
Bei der Erstausstrahlung von Der Usedom-Krimi: Schneewittchen am 20. Oktober 2022 verfolgten in Deutschland insgesamt 7,45 Millionen Zuschauer die Filmhandlung, was einem Marktanteil von 28,6 % für Das Erste entsprach. In der als Hauptzielgruppe für Fernsehwerbung deklarierten Altersgruppe von 14 bis 49 Jahren erreichte Schneewittchen 0,62 Millionen Zuschauer und damit einen Marktanteil von 10,7 % in dieser Altersgruppe.